# Pulsano
Pulsano är en ort och kommun i provinsen Taranto i regionen Apulien i Italien. Kommunen hade 11 504 invånare (2017).